# Čapljinac
Čapljinac (cyr. Чапљинац) – wieś w Serbii, w okręgu niszawskim, w gminie Doljevac. W 2011 roku liczyła 922 mieszkańców.